# 前564年
| 千纪： | 前1千纪 |
| 世纪： | 前7世纪 \| 前6世纪 \| 前5世纪 |
| 年代： | 前590年代 \| 前580年代 \| 前570年代 \| 前560年代 \| 前550年代 \| 前540年代 \| 前530年代 |
| 年份： | 前569年 \| 前568年 \| 前567年 \| 前566年 \| 前565年 \| 前564年 \| 前563年 \| 前562年 \| 前561年 \| 前560年 \| 前559年                                                                        |
| 纪年： | 周灵王八年 魯襄公九年 齐灵公十八年 晋悼公九年 秦景公十三年 宋平公十二年 楚共王二十七年 卫献公十三年 陈哀公五年 蔡景侯二十八年 曹成公十四年 郑简公二年 燕武公十年 吴王寿梦二十二年 杞孝公三年 |

## 大事記
- 晋悼公进攻郑国，郑国在结盟过程中表现的不顺从，晋人带领诸侯再次进攻郑国。不久，楚共王进攻郑国，郑国不得不再次与楚国讲和。